# Мендзибуж (Поморське воєводство)
Мендзибуж (пол. Międzybórz) — село в Польщі, у гміні Жечениця Члуховського повіту Поморського воєводства.
Населення — 418 осіб (2011).
У 1975-1998 роках село належало до Слупського воєводства.

## Демографія
Демографічна структура станом на 31 березня 2011 року:
|          | Загалом | Допрацездатний вік | Працездатний вік | Постпрацездатний вік |
| -------- | ------- | ------------------ | ---------------- | -------------------- |
| Чоловіки | 211     | 46                 | 147              | 18                   |
| Жінки    | 207     | 44                 | 131              | 32                   |
| Разом    | 418     | 90                 | 278              | 50                   |